# Skiphosoura
Skiphosoura (vom anglisierten altgriechisch skiphos „Schwert“ und oura „Schwanz“) ist eine Gattung der Flugsaurier aus dem Oberjura.
Ein nahezu komplettes Fossil der Gattung wurde 2015 in einem Kalksteinbruch nahe Solnhofen in Bayern entdeckt, in dem bereits andere wichtige Pterosaurier-Funde gemacht worden waren. Sie befanden sich in der Mörnsheim-Formation, eine lithostratigraphische Untereinheit des Weißjura. Die Erstbeschreibung stammt von dem Team um den Paläontologen David Hone von der Londoner Queen Mary University und begann 2022. Am 18. November 2024 wurde die Beschreibung im Fachjournal Current Biology veröffentlicht.
Skiphosoura weist eine ungewöhnliche hohe Körpergröße für ihre Zeit auf. Sie besaß einen großen Kopf, langen Hals und kurzen Schwanz. Sie hatte eine Flügelspannweite von 1,75 m. Die Spezies erhielt den Fachnamen Skiphosoura bavarica, was aus dem anglisierten Altgriechischen übersetzt für „Schwertschwanz aus Bayern“ steht, aufgrund ihres kurzen, spitzen Schwanzes und des Fundortes.
Die Gattung Skiphosoura liegt evolutionär zwischen Darwinopterus und den späteren, deutlich größeren Flugsauriern. Das macht sie zu einer Zwischenstufe, die wichtige Erkenntnisse über die schrittweise Veränderung der Flugsaurier ermöglicht. Dadurch können die evolutionären Beziehungen zwischen unterschiedlichen Entwicklungsstadien besser erforscht werden.
Skiphosoura ist mit der Art bavarica monotypisch.

## Anmerkung
1. ↑  Anstatt Xiphos entschied sich David Hone für die Schreibweise Skiphos und anglisierte den Namen.